# Przegląd Bałtycki
Przegląd Bałtycki – czasopismo elektroniczne poświęcone krajom bałtyckim założone w 2015 roku. 

## Historia
Czasopismo rozpoczęło działalność w 2015. Posiada działy poświęcone polityce, historii, kulturze, gospodardce i podróżom. W ciągu pięciu lat istnienia portal opublikował prawie tysiąc artykułów, które przybliżają tematyką krajów bałtyckich: Litwy, Łotwy i Estonii, a także Polski, Niemiec, Białorusi, Rosji i krajów skandynawskich. 
Redaktorem naczelnym portalu jest Kazimierz Popławski, twórca portalu eesti.pl. Funkcje zastępców redaktora naczelnego pełnią Tomasz Otocki i Dominik Wilczewski. Portal obecny jest w serwisie Patronite. Portal prowadzi usługi tłumaczeniowe. Oficjalnymi partnerami portalu są eesti.pl oraz Fundacja Bałtycka.
W 2019 portal został wyróżniony przez estońskie Ministerstwo Spraw Zagranicznych dyplomem „społecznego dyplomaty”.

## Zespół redakcyjny
- Kazimierz Popławski – redaktor naczelny
- Tomasz Otocki, Dominik Wilczewski – zastępcy redaktora naczelnego
- Bartosz Chmielewski, Agnieszka Smarzewska, Mirosław Jankowiak, Sonia Gabryszewska, Miłosz Jeromin Cordes – redaktorzy